# ميكائيل

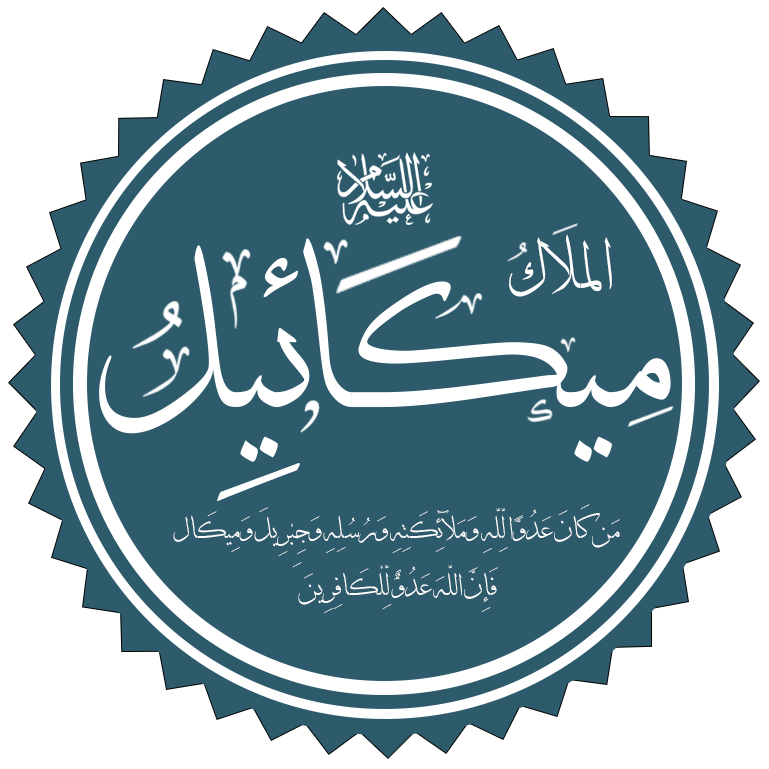
تخطيط لاسم الملاك ميكائيل مُلحقًا بالآية 98 من سورة البقرة.

مِيكَائِيل أو مِيكَال هو مَلَكٌ من الملائكة جاء ذكره في القرآن و‌الأحاديث من سيرة النبي محمد ﷺ وهو مَلَكٌ من الملائكة العظام يُروى أنه مُوكَّل بـالمطر والنبات وهو ذو مكانة من ربه عز وجل ومن أشراف الملائكة المقربين.

## ذكره
- ذُكر اسمه في القرآن: ﴿مَنْ كَانَ عَدُوًّا لِلَّهِ وَمَلَائِكَتِهِ وَرُسُلِهِ وَجِبْرِيلَ وَمِيكَالَ فَإِنَّ اللَّهَ عَدُوٌّ لِلْكَافِرِينَ ۝٩٨﴾[2] سورة البقرة، الآية 98.
- يُروى عن النبي محمد ﷺ أنه قال لجبريل: «ما لي لا أرى ميكائيل ضاحكا قط؟ قال: ما ضحك ميكائيل منذ خلقت النار.»[3]